# نادي حتا
قالب:مشاكل متعددة
قالب:تاريخ صلاحية

نادي حتا الرياضي هو نادٍ رياضي يقع مقره في حتا التابعة لإمارة دبي في الإمارات العربية المتحدة، تأسس عام 1981. يُعرف النادي بشكل أساسي بفريق كرة القدم المحترف التابع له، والذي يلعب حالياً في دوري الدرجة الأولى الإماراتي. يلعب الفريق مبارياته على أرضه في ستاد حمدان بن راشد، الذي يتسع لنحو 5,000 متفرج. ويُلقب الفريق بـ”الإعصار”، وقد عرف نتائج متباينة في كرة القدم الإماراتية. توّج بلقب دوري الدرجة الأولى الإماراتي مرتين، في موسمي 2015–16 و2022–23، مما منحه بطاقة الصعود إلى دوري المحترفين الإماراتي في كلتا المناسبتين. لكن موسم 2023–24 كان صعبًا على الفريق، حيث أنهى الدوري في المركز الرابع عشر، ليعود إلى الدرجة الأولى. وخلال نفس الموسم، تعرض النادي لهزيمة قاسية بنتيجة 10–0 أمام شباب الأهلي، وهي أكبر خسارة في تاريخ دوري المحترفين الإماراتي. رغم هذه التحديات، لا يزال نادي حتا يمثل حضورًا مهمًا في كرة القدم الإماراتية، ويسعى جاهدًا للعودة إلى دوري الأضواء

## تاريخ
صدرت الموافقة باشهار النادي في 30 يناير 1982، وفي 26 فبراير 1987 تم تشكيل أول فريق كرة قدم بنادي حتا، وفي نوفمبر 1984 تم إنشاء أول فريق لكرة الطائرة، وفي 17 أكتوبر 1987 تم إنشاء مدرسة كرة القدم، وفي مايو 1982 انضم فريق ألعاب القوى لإتحاد الإمارات لألعاب القوى، وفي عام 1982 تم إنشاء اللجنة الثقافية ومكتبتها.

## تشكيلة الفريق الحالية
ملاحظة: تشير الأعلام إلى المنتخب بحسب قواعد الأهلية المعتمدة من قبل الفيفا؛ تنطبق بعض الاستثناءات المحدودة. وقد يحمل اللاعبون أكثر من جنسية لا تعترف بها الفيفا.
| الرقم | البلد                    | المركز | اللاعب         |
| ----- | ------------------------ | ------ | -------------- |
| 1     | الإمارات العربية المتحدة | حارس   | سالم خيري      |
| 2     | الإمارات العربية المتحدة | مدافع  | عامر خليفة     |
| 3     | بنين                     | مدافع  | تميمو وورو     |
| 4     | الإمارات العربية المتحدة | مدافع  | عبد الله جاسم  |
| 5     | الإمارات العربية المتحدة | وسط    | خالد مبارك     |
| 6     | الإمارات العربية المتحدة | وسط    | عتيق وليد      |
| 7     | البرازيل                 | وسط    | باتريك مونتيرو |
| 8     | المغرب                   | وسط    | أنيس كريمي     |
| 9     | البرازيل                 | مهاجم  | ويليان ليرا    |
| 10    | فرنسا                    | وسط    | المهدي بوسعيد  |
| 11    | الإمارات العربية المتحدة | مهاجم  | سيف مبارك      |
| 12    | الإمارات العربية المتحدة | وسط    | عبد الله كاظم  |
| 14    | البرازيل                 | وسط    | مارسيلو فريتاس |
| 17    | الإمارات العربية المتحدة | وسط    | بدر بلال       |
| 18    | الإمارات العربية المتحدة | وسط    | حمد البدواوي   |

| الرقم | البلد                       | المركز | اللاعب             |
| ----- | --------------------------- | ------ | ------------------ |
| 19    | رومانيا                     | مدافع  | سلطان أبو دقن      |
| 21    | المغرب                      | وسط    | أنس الطويل         |
| 22    | الإمارات العربية المتحدة    | حارس   | مرزوق البدواوي     |
| 27    | الإمارات العربية المتحدة    | مدافع  | عبد الله البدواوي  |
| 30    | ساحل العاج                  | مدافع  | جونيور هوتشو       |
| 33    | فنزويلا                     | وسط    | أنجيل ليزاما       |
| 50    | الإمارات العربية المتحدة    | مهاجم  | خميس البدواوي U21  |
| 51    | جمهورية الكونغو الديمقراطية | مدافع  | جون اوتونو U21     |
| 52    | السنغال                     | مهاجم  | سادي ديدهيو U21    |
| 70    | سلطنة عمان                  | وسط    | يونس الكعبي U21    |
| 75    | الإمارات العربية المتحدة    | وسط    | منصور البدواوي U21 |
| 78    | الإمارات العربية المتحدة    | حارس   | محمد وليد          |
| 80    | سلطنة عمان                  | مهاجم  | محمد المربوعي      |
| 99    | نيجيريا                     | وسط    | غودنوس إغبوكوي     |

## الألقاب والإنجازات
الدوري الإماراتي الدرجة الاولى
- البطل (2): 2015-16، 2022-23.[2]

## الطاقم الإداري

### رئيس النادي
- علي محمد عبيد البدواوي (2009–حتى الآن)

### أعضاء مجلس إدارة النادي
- علي محمد البدواوي (2014– حتى الآن)
- احمد سعيد البدواوي (2014– حتى الآن)
- احمد خلفان البدواوي (2014– حتى الآن)
- محمد سالم محمد البدواوي (2014– حتى الآن)
- محمد هاشم محمد البدواوي (2014– حتى الآن)
- هلال حمدان البدواوي (2016– حتى الآن)
- عبدالرحيم عبيد البدواوي (2014– حتى الآن)

### المدير التنفيذي
- علي عبد الله سعيد البدواوي (1981– حتى الآن)

### مدير الفريق الأول
- راشد حسن خميس البدواوي (2013– حتى الآن)

### مدربي النادي
- إبراهيم قاسم بور (2006–07)
- محمد المنسي (2007)
- دومينجو الياس سبايدر (2008)
- إبراهيم قاسم بور (2008)
- ادنالدو باتريسيو
- ستيفانو امباجليازو (2009–10)
- عبد الله صقر (2010–11)
- فرناندو بيريز (2011–2012)
- نذار محروس (2017-2018)